# Комишуваха (притока Севастянівки)
 Комишуваха, Саурівка — річка в Україні у Шахтарському й Амвросіївському районах Донецької області. Ліва притока річки Севастянівки (басейн Азовського моря).

## Опис
Довжина річки приблизно 13,48 км, найкоротша відстань між витоком і гирлом — 11,35  км, коефіцієнт звивистості річки — 1,19 . Формується багатьма балками та загатами.

## Розташування
Бере початок на південно-західній стороні від села Степанівки. Тече переважно на південний захід через села Саурівку та Артемівку і впадає у річку Севастянівку, ліву притоку річки Кринки.

## Цікаві факти
- Від витоку річки на північно-захдній стороні розташована Савур-могила[2].
- У XX столітті на річці існували природні джерела, птахо-тваринна ферма (ПТФ) та декілька газових свердловин[3].